# Lachlania
Lachlania is een geslacht van haften (Ephemeroptera) uit de familie Oligoneuriidae.

## Soorten
Het geslacht Lachlania omvat de volgende soorten:
- Lachlania abnormis
- Lachlania boanovae
- Lachlania cacautana
- Lachlania dencyannae
- Lachlania dominguezi
- Lachlania fusca
- Lachlania garciai
- Lachlania iops
- Lachlania lucida
- Lachlania pallipes
- Lachlania radai
- Lachlania santosi
- Lachlania saskatchewanensis
- Lachlania talea